# Ludwig Hänselmann

Ludwig Hänselmann

Ludwig Hänselmann (* 4. März 1834 in Braunschweig; † 22. März 1904 ebenda) war ein deutscher Historiker und der erste hauptamtliche Archivar der Stadt Braunschweig.

## Leben
Ludwig Hänselmann war der Sohn des schwäbischen Schriftgießers C. G. Hänselmann (1796–1874) und dessen aus Braunschweig stammender Ehefrau Dorothee Rohde (1805–1869). Seine Schulbildung erhielt er an der Braunschweiger Waisenhausschule und am Martino-Katharineum. Er studierte seit 1853 zunächst Theologie und später Geschichte an der Universität Jena. Sein akademischer Lehrer, der Historiker Johann Gustav Droysen, beeinflusste ihn hinsichtlich seiner späteren Berufswahl als Archivar. Droysen nahm Hänselmann in die Historische Gesellschaft auf und beauftragte ihn mit Studien über Johannes Nider, die jedoch nie vollendet wurden und mit der Auswertung der frühneuzeitlichen Bestände des Stadtarchives in Weimar.
Hänselmann erlernte die archivarische Praxis am Großherzoglichen Geheimen Hauptarchiv in Schwerin, bevor er Ende 1859 nach Braunschweig zurückkehrte. Er verzeichnete seit März 1860 die Aktenbestände der Stadt, die sich auf das tausendjährige Stadtjubiläum 1861 vorbereitete. Im Jahre 1862 wurde er zum Leiter der „Städtischen Sammlungen“ im Neustadtrathaus ernannt, die das Stadtarchiv, die Stadtbibliothek und das Städtischem Museum (bis 1898) beinhaltete. Dieses Amt hatte er bis zu seinem Tod 1904 inne. Er setzte sich während dieser Zeit stark für die Rückführung städtischen Archivguts ein, das nach der Unterwerfung Braunschweigs 1671 aus der Stadt gebracht worden war. Hänselmann wurde 1865 „Stadtarchivar“, erhielt 1886 durch den Regenten Prinz Albrecht den Professorentitel und wurde 1887 Ehrendoktor der juristischen Fakultät der Universität Göttingen. 1878 wurde er zum korrespondierenden Mitglied der Göttinger Akademie der Wissenschaften gewählt.
Hänselmann war befreundet mit dem Schriftsteller Wilhelm Raabe, mit dem er in der geselligen Vereinigung der „Kleiderseller“ zusammentraf. Er war von 1871 bis 1900 Mitglied des Vorstands des Hanseatischen Geschichtsvereins. Er hielt 1873 auf der Jahresversammlung des Vereins, die in Braunschweig tagte, einen Vortrag über Braunschweig in seinen Beziehungen zu den Harz- und Seegebieten. In den Jahren 1873 und 1900 gab Hänselmann die ersten beiden Bände des Urkundenbuches der Stadt heraus. Er verfasste Die Chroniken der niedersächsischen Städte (1868, 1880), Arbeiten zur Geschichte der Hanse, Schriften zu Carl Friedrich Gauß (1878), Bugenhagens Kirchenordnung von 1528 (1885) und Hermann Botes Schichtbuch. Daneben war er dichterisch tätig und schrieb unter anderem die Novellen „Der Nickerkulk“, „Unterm Löwensteine“ und „Hans Dilien der Türmer“.
Hänselmann war seit 1863 verheiratet mit Fanny Vaudroz, mit der er drei Töchter hatte. Er starb kurz nach seinem 70. Geburtstag in Braunschweig.

## Schriften (Auswahl)
- Braunschweig in seinen Beziehungen zu den Harz- und Seegebieten. Vortrag gehalten zu Braunschweig am 3. Juni 1873 in der gemeinschaftlichen Jahresversammlung des Hansischen Geschichtsvereins und des Harzvereins für Geschichte … abgedruckt aus den „Hansischen Geschichtsblattern“. Heft 3. Duncker & Humblot, Leipzig 1874, S. 3–36 (zs.thulb.uni-jena.de).
- Braunschweigische Fündlinge. In: Jahrbuch des Vereins für niederdeutsche Sprachforschung. Jg. 3 (1877), S. 71–73 (zur Handschrift des niederdeutschen Passionsgedichtes Van den wapen Kristi).
- Der Tod Herzog Leopold’s von Braunschweig. In: Braunschweiger Tageblatt. Nr. 120–123. Wagner, Braunschweig 1878, OCLC 845553849 (digibib.tu-bs.de).
- Von 1781 bis auf diesen Tag! Nachricht von der Gründung und dem hundertjährigen Fortgange der Cichorienfabrik von Ludwig Otto Bleibtreu in Braunschweig. Krampe, Braunschweig 1881, OCLC 248120971.
- Unterm Löwensteine. Alte Geschichten aus einer ungeschriebenen aber wahrhaftigen Chronika. J. Zwissler, Wolfenbüttel 1883, OCLC 836950795, (digibib.tu-bs.de)
- Das Schichtbuch. Geschichten von Ungehorsam und Aufruhr in Braunschweig 1292–1514. Nach dem Niederdeutschen des Zollschreibers Hermann Bothen und anderen Ueberlieferungen. Goeritz und zu Putlitz, Braunschweig 1886, OCLC 79768509.
- Mittelniederdeutsche Beispiele im Stadt-Archive zu Braunschweig. In: Ueberlieferungen zur litteratur geschichte und kunst …. Band 4. J. Zwissler, Wolfenbüttel 1892, OCLC 800725565.
- Urkundenbuch der Stadt Braunschweig. 4 Bände, C. A. Schwetschke, Braunschweig 1862–1912, (mit Heinrich Mack: Band 3 und Band 4).
- Hans Dilien der Türmer. Eine braunschweig. Geschichte aus dem 14. Jh. J. Zwissler, Wolfenbüttel 1904, OCLC 827007967.
- Herzog Rudolf August und seine Herren Gevattern von Braunschweig. Ein Satyrspiel vor der Tragödie. In: Jahrbuch des Geschichtsvereins für das Herzogtum Braunschweig, herausgegeben von Paul Zimmermann. 3. JG. Wolfenbüttel 1904.